# Thomas Påhlsson
Thomas Påhlsson, född 24 augusti 1967, är en svensk före detta bandyspelare i IFK Motala, anfallare. Han spelade i IFK Motala från 1984, med undantag för två säsonger i Sandvikens AIK 1992–1994.
Under sin tid i IFK Motala slog Påhlsson rekord som A-lagets meste målskytt någonsin, då han 2003 gjorde sitt 304:e mål och passerade Stefan Lindén. Han var med då Motala vann SM-guld 1987, tillsammans med profiler som Håkan Rohlén, Stefan Samuelsson och Mikael Arvidsson. Även 1985 spelade han SM-final med Motala, men då föll man mot IF Boltic.